# 嵐になるまで待って
『嵐になるまで待って』（あらしになるまでまって）とは、演劇集団キャラメルボックスで上演されているろう者を題材にした舞台作品。原作は成井豊の『あたしの嫌いな私の声』。

## 解説
1993年初演。以降、1997年・2002年・2008年・2016年・2023年に再演された。
原作は1991年に成井豊が書いた小説『あたしの嫌いな私の声』。1997年の再演時に設定が大幅に変更された。
原作及び脚本は初演から成井豊だが、1993年初演の演出のみ劇団ショーマの高橋いさを。再演以降は演出も成井豊が担当している。
1993年初演は「アナザーフェイスダブルヴィジョン」として、高橋いさをが演出する成井豊原作の本作を「い組」、成井豊が演出する高橋いさをの作品「ウォルター・ミティにさようなら」を女優版に変更した「ジャングル・ジャンクション」を「ゆ組」とし、2本同時に別の劇場で上演された。
再演で成井が演出するにあたり、ろう者について勉強し、手話コーディネーターである妹尾映美子に協力を依頼。テレビで『アイ・ラヴ・ユー』の撮影風景の紹介番組に、妹尾と共に出演していた主演でろう者である忍足亜希子を見て次の雪絵役にしたいと思い、妹尾に紹介を依頼する。忍足はオファーを受け、2002年の再々演にて雪絵役を演じた。
(この公演をキッカケに、忍足は2009年劇団員の三浦剛と結婚した。)
2008年再々々演は、ソニーが演劇を撮影して映画として配給するLivespireとして劇場公開された。
オープニングのダンス曲は初演からニック・カーショウの「ザ・リドル」が使用されている。

## あらすじ
声優を目指すユーリは初めてのオーディションで、『ナルニア物語』のユースチス役に合格した。プロデューサーの滝島との打ち合わせに向かったスタジオで、オーディションの相手役の、プロ声優で中学三年生のチカコと再会。チカコは学校を早退して、台本を取りに来ていた。
滝島がチカコに頼まれて台本を取りに行こうとした時、今作の音楽を担当する波多野と、その姉でろう者の雪絵が入ってきた。自己紹介をしている間に、さらに主演俳優の高杉がやって来る。一向に台本を取りにいかない滝島に代わり、ユーリはチカコとスタジオを出て台本を取りに行く。
外でユーリとチカコは、津田と鉢合わせる。津田は、ユーリの元家庭教師で今も交流のある幸吉の同僚記者で、高杉のスクープを狙っていた。ユーリが高杉のいるスタジオに行くと聞いた津田は自分をユーリの親戚としてスタジオに潜入させるよう頼む。幸吉の同僚ゆえにユーリは引き受け、チカコとはそこで別れる。
スタジオは不穏な雰囲気になっていた。高杉の以前のバンド仲間が、波多野が裏から手を回して音楽業界から追い出したことが原因で自殺したという噂が立っていたのだ。高杉は真相を聞き出そうとするが波多野が知らないと答えたことで、雪絵に矛先を向ける。手荒に聞き出す高杉に、波多野は「放せ！」と言い放つが、ユーリにはその声とは別に『死んでしまえ！』と言う波多野の声が同時に聞こえた。高杉は何も言わず、スタジオを後にする。
翌日ユーリは、滝島に波多野から歌唱レッスンを受けるよう言われるが、前日の声が怖くて忘れられず、スタジオを飛び出す。その時波多野はユーリが大切にしている、幸吉から貰ったペンダントを拾う。波多野はペンダント返却を口実にユーリを呼び出し、ユーリが幸吉に好意があることや告白できない理由まで言い当てる。ユーリは自分が教え子以上には見られていないと自信がない上に、女らしくない声がコンプレックスだった。動揺するユーリに、波多野は「君が声をださなければ、彼は君を愛してくれる。」と言い放つ。
ユーリは幸吉に電話をかけるが、声が出なくなっていた。幸吉は電話がユーリからだと気づき、一緒に病院に行く。喉に異常がなく精神的理由と診断され、2人は精神科の広瀬教授を訪ねる。広瀬は原因が波多野と気付くが、ユーリは幸吉が傍に居たため、波多野に言われた内容を話せなかった。その時、広瀬が持っていた新聞の、高杉の自殺未遂の記事に気付く。

## 登場人物
ユーリ
本名:君原友里、21歳。父親は声楽の教師。声優学校一年生で、その前は短大に通っていた。小学一年生から声楽を学び、楽譜は読める。何かあるとすぐに、中学時代の家庭教師である幸吉に電話をかける。自分の声を綺麗と思わず、声優ならその特徴を活かせると思い目指している。波多野と声が似ている。
幸吉
本名:北村幸吉。ユーリの中学時代の家庭教師で、新聞記者。ユーリの良き相談相手で、声が出なくなったユーリをサポートする。(『ハックルベリーにさよならを』に登場するコーキチはパラレルワールド的存在にあたる。)
波多野
本名:波多野祥也。ニューヨーク在住の音楽家。普段は温厚だが、雪絵に危害を加える者には敵意を向ける。ユーリと声が似ている。
雪絵
本名:波多野雪絵。ろう者。祥也と共にニューヨークに在住している。
滝島
ディレクター。ユーリのことをかっていて、声が出なくなったユーリの手助けをする。広瀬教授とは根本的にうまくやっていける気がしない。
勝本
AD。雪絵に好意を抱き、手話であいさつ出来るように勉強した。高杉を気にかけている。
チカコ
本名:阿部知香子。中学三年生の声優。キャリアは五年。(幸吉同様、『ハックルベリーにさよならを』『さよならノーチラス号』のアベチカコとはパラレルワールド的存在にあたる)
津田
本名:津田長介。幸吉の同僚で高杉のスクープを狙っており、スタジオに潜入時テープレコーダーを回していた。
高杉
本名:高杉雄二。結婚したばかりだが、浮気が噂されている。波多野に敵意がある。突如自殺未遂をする（原作・初演では死んでしまう）が、自分でも自殺未遂をしたのか分からない。
広瀬教授
ユーリの担当の精神科医。声が出せなくなった原因を突き止めるべく、ユーリたちと共に行動する。携帯は持っていない。

## キャスト

### 1993年版
※勝本は登場しない
- ユーリ - 酒井いずみ
- 幸吉 - 上川隆也
- 波多野 - 細山毅(劇団ショーマ)
- 雪絵 - 竹内晶子(客演)
- 滝島 - 近江谷太朗
- チカコ - 石川寛美(『ハックルベリーにさよならを』でもアベチカコを演じている)
- 津田 - 今井義博
- 高杉 - 岡田達也
- 広瀬教授 - 西川浩幸

### 1997年版
- ユーリ - 岡田さつき
- 幸吉 - 今井義博
- 波多野 - 岡田達也
- 雪絵 - 明樹由佳
- 滝島 - 山田幸伸(劇団SET)
- 勝本 - 南塚康弘
- チカコ - 石川寛美/中村亮子
- 津田 - 大内厚雄
- 高杉 - 近江谷太朗
- 広瀬教授 - 西川浩幸/細見大輔

### 2002年版
- ユーリ - 岡内美喜子
- 幸吉 - 細見大輔
- 波多野 - 岡田達也
- 雪絵 - 忍足亜希子(客演)
- 滝島 - 大内厚雄
- 勝本 - 畑中智行
- チカコ - 中村亮子
- 津田 - 佐藤仁志
- 高杉 - 三浦剛
- 広瀬教授 - 西川浩幸

### 2008年版
- ユーリ - 渡邊安理
- 幸吉 - 土屋裕一(*pnish*)
- 波多野 - 細見大輔
- 雪絵 - 温井摩耶
- 滝島 - 久本信美
- 勝本 - 三浦剛
- チカコ - 小林千恵
- 津田 - 阿部丈二
- 高杉 - 石原善暢
- 広瀬教授 - 西川浩幸

### 2016年版
- ユーリ - 原田樹里
- 幸吉 - 一色洋平
- 波多野 - 鍛治本大樹
- 雪絵 - 岡内美喜子
- 滝島 - 久保貫太郎(クロムモリブデン)
- 勝本 - 山崎雄也
- チカコ - 木村玲衣
- 津田 - 関根翔太
- 高杉 - 毛塚陽介
- 広瀬教授 - 西川浩幸

### 2023年版
7月22日 - 30日 サンシャイン劇場
- ユーリ - 田野優花
- 幸吉 - 土谷神葉
- 波多野 - 多田直人
- 滝島 - 久保貫太郎
- 勝本 - 舟木健
- 高杉 - 牧田哲也
- 津田 - 関根翔太
- チカコ - 石森美咲
- 雪絵 - 関口秀美
- 広瀬教授 - 粟根まこと

## 参考
1. ↑  “キャラメルボックス・ヒストリー”.   演劇集団キャラメルボックス. 2013年7月22日閲覧。[リンク切れ]
2. ↑  成井豊『嵐になるまで待って』論創社、2002年初版、277~280頁より引用
3. ↑  “通し稽古風景っ！！”.  演劇集団キャラメルボックス. 2012年12月16日閲覧。